# Iglesia de San Salvador (Camanzo)
La iglesia de San Salvador de Camanzo es un templo de culto católico, situado en la localidad de Villa de Cruces (Provincia de Pontevedra, España). Es el templo principal de la parroquia de Camanzo. Es una construcción que data del año 1166, siendo de planta basilical y cuenta con tres naves y tres ábsides. Fue una antigua iglesia del desaparecido Monasterio de Camanzo.

## Historia
Iglesia situada en la ribera del Ulla, en la actual parroquia de Camanzo (Concello de Vila de Cruces), antes jurisdicción de la provincia de Santiago, que fue construida como parte del Monasterio de Camanzo, también llamado Monasterio del Ulla.
Se erigió en la primera mitad del siglo X, en las inmediaciones del Castro de Castromao, como parte de un monasterio de monjes benedictinos, que después pasaría a ser de monjas, y que fue dedicado a San Salvador. Sus fundadores fueron los condes de Deza, Don Gonzalo y su mujer Doña Teresa, los cuales también fundarían en la misma época el monasterio de San Lorenzo de Carboeiro. En el lugar donde se construyó, existió con anterioridad una ermita dedicada a San Martiño, actual patrón de Camanzo.
En 1115 el monasterio pasa a formar parte de la Iglesia Compostelana por donación de la reina doña Urraca, junto con la iglesia de Merza y otras seis más situadas entre Castrovite y el río Ulla: Dornelas, Santa Maria y San Salvador de Riobó, San Miguel de Castro, Santa Baia de Cira y San Pedro de Orazo. Siete años después el Arzobispo Xelmirez, tras su confinamiento en el castillo de Cira, donó a los monjes de Camanzo, por las atenciones que le prestaron durante dicho periodo, todos los diezmos y realengos existentes entre las poblaciones de Pazos y Añobre.
En 1253 aparece mencionado el monasterio en un documento de donación, por el cual Don Alonso Ruiz de Bendaña, con la condición de ser enterrado en la iglesia, dona a Camanzo sus propiedades. También otros señores de Galicia hacen donaciones al monasterio, el cual llegó a ser de importancia en la época.
A principios del siglo XV el monasterio pasa a pagar sus rentas a la casa de Moscoso y en 1516, ya convertido en casa de monjas benedictinas, es incorporado al monasterio de San Paio de Antealtares. La incorporación se realiza tras años de muy buenas relaciones entre ambos complejos, destacando el refugio que las monjas de Camanzo dieron a las hermanas de San Paio en las épocas de peste y de invasiones.

## La iglesia en la actualidad
Actualmente la iglesia de este monasterio es la parroquia de Camanzo y las dependencias que ocupaban las religiosas son utilizadas por el párroco. Quedan restos de la sala capitular en el lado norte de la iglesia que dan una idea de lo que fue el claustro que comunicaba el templo con las celdas. Se pueden ver también, tras una reciente restauración, las tres arcadas, que fueron celdas, refectorio y cocina de la comunidad. También debemos destacar que se conserva un típico lagar o prensa de uvas, donde los monjes elaboraban los buenos vinos de la ribera del Ulla.
La iglesia monacal, que llegó a nuestros días en buenas condiciones, conserva la planta basilical primitiva con tres naves y tres ábsides circulares. La fachada principal fue reconstruida, privándola de los bellos rosetones que tenía antaño, pero mantiene la puerta principal donde se aprecia la influencia de la escuela compostelana. Esta puerta de doble arquivolta se sitúa junto a un par de columnas adornadas con ángeles y la imagen en piedra de San Salvador benedictino en lo alto. La puerta lateral también conserva su pureza románica con reminiscencias visigóticas. Esta puerta conducía a las dependencias del monasterio, bajo un “Agnus Dei” esculpido en lo alto. El pórtico del muro sur fue reconstruido, según se puede leer en su dintel, en los años 1166 y 1204, tal y como marca la inscripción.
Los tres ábsides ofrecen la peculiaridad de presentar distinta planta al interior que al exterior. La central, de forma rectangular en el interior, tiene forma de herradura hacia el exterior, está dividida en tres tramos, abriéndose en cada uno de ellos una ventana. Las laterales, interiormente de herradura y exteriormente semicirculares, tienen también ventanas semicirculares, con un par de columnas y arquivoltas.
En el interior destaca la bóveda de cañón que recubre el ábside central, con interesantes pinturas murales del siglo XVI, pertenecientes a la escuela compostelana, que quedaron al descubierto tras años detrás de retablos.

## Sepulcro del fundador
La tradición señala que el fundador del monasterio de Camanzo, don Gonzalo, está enterrado en un sepulcro cerca del “Altar del Evangelio”, y otra tradición recogida por el cardenal Del Hoyo menciona el enterramiento de un cuerpo santo en la sala capitular que pertenecía a un siervo de Dios llamado Lucas.
En la actualidad, en la sacristía existen tres imágenes policromadas de gran valor, una imagen del Salvador con los pies desnudos, mostrando las llagas y portando una corona de espinas; otra de San Pedro portando las llaves del credo; y otra de San Juan en el Apocalipsis. También se puede ver una imagen en piedra de la Virgen y el Niño, De unas dimensiones mayores a las de la sacristía. En el exterior podemos encontrar en el hoy vallado de la casa rectoral varias piedras armeras.
En lo que antiguamente fue el cenobio, se encuentra una capilla en la que se celebra la romería de las Mercedes, muy concurrida en los últimos días de septiembre. Bajo esta capilla nace un manantial al que se le atribuyen propiedades curativas. Sobre el dintel de la puerta de acceso, se puede leer la fecha "1862" año en el que se reconstruyó sobre la original. En las inmediaciones de la capilla hay un crucero, junto a la fuente, propiedad de la familia Lareo, con un ornamentado capitel, cabezas de ángeles e imágenes del Crucificado y la Virgen, ésta –algo nada usual- con el niño Jesús en los brazos, sujeta la bola del mundo.